# Bob Marlette
Robert Roy Marlette, detto Bob (7 dicembre 1955), è un produttore discografico statunitense.
È anche ingegnere del suono, tastierista e autore. Nel corso della sua carriera ha collaborato con molti gruppi e artisti, soprattutto della scena rock e metal. Tra questi vi sono Ozzy Osbourne, Alice Cooper, Rob Zombie, Sebastian Bach, Rob Halford, Lynyrd Skynyrd, Atreyu, Ill Niño, Black Stone Cherry, Anvil, Filter, Marilyn Manson, Saliva, Seether, Tony Iommi e Tracy Chapman.